# 耶尼亞·格雷本尼科夫
耶尼亞·格雷本尼科夫（法語：Jenia Grebennikov；1990年8月13日—）是一位法國排球運動員。他目前效力於俄羅斯排球俱樂部聖彼得堡澤尼特。他也代表法國國家男子排球隊參賽。

## 排球生涯

### 俱樂部
2015年4月，Grebennikov與義大利球隊盧貝排球簽約。

### 國家隊
Grebennikov代表法國的首場比賽為2011年，他也參與了在波蘭舉辦的2014年世界男子排球錦標賽。法國在季軍賽對戰德國，最後敗於後者屈居第四名， Grebennikov個人榮獲該屆比賽的「最佳自由球員」獎項。他也代表法國參與2015年的歐洲男子排球錦標賽，並於冠軍賽中以3比0直落三擊敗對手斯洛維尼亞，獲得金牌。他個人則獲得該屆歐錦賽的「最佳自由球員」獎項。

## 體育成就

### 俱樂部
- CEV冠軍聯賽
  -  2017/2018 – 與盧貝排球

- 世界男排俱樂部錦標賽
  -  2017 – 與盧貝排球
  -  2018 – 與特倫提諾排球

- CEV盃
  -  2018/2019 – 與特倫提諾排球

- 國內聯賽
  - 2011/2012  法國盃，與Rennes Volley 35
  - 2013/2014  德國盃，與VfB Friedrichshafen
  - 2014/2015  德國盃，與VfB Friedrichshafen
  - 2014/2015  德國排球聯賽，與VfB Friedrichshafen
  - 2016/2017  義大利盃，與盧貝排球
  - 2016/2017  義大利排球聯賽，與盧貝排球

### 個人獎項
- 2011： 法國排球聯賽 – 最佳自由球員
- 2012： 法國排球聯賽 – 最有價值球員
- 2012： 法國排球聯賽 – 最佳自由球員
- 2014： 世界男子排球錦標賽 – 最佳自由球員
- 2015： 歐洲男子排球錦標賽 – 最佳自由球員
- 2016： CEV冠軍聯賽 – 最佳自由球員
- 2016： 世界排球聯賽 – 最佳自由球員
- 2017： CEV冠軍聯賽 – 最佳自由球員
- 2017： 世界男排俱樂部錦標賽 – 最佳自由球員
- 2018： CEV冠軍聯賽 – 最佳自由球員
- 2018： 男子排球國家聯賽 – 最佳自由球員
- 2018： 世界男排俱樂部錦標賽 – 最佳自由球員
- 2021： 奧林匹克運動會 – 最佳自由球員
- 2022： 男子排球國家聯賽 – 最佳自由球員
- 2024： 奧林匹克運動會 – 最佳自由球員

### 授勳
- 2021：  法國榮譽軍團勳章

## 個人生活
Grebennikov出生於法國雷恩，其父Boris Grebennikov曾是前蘇聯和哈薩克排球運動員和教練。2018年12月31日，他與交往多年的女友Wiem結婚。

## 外部連結
- 選手資料 （页面存档备份，存于） LegaVolley.it （義大利語）
- 選手資料 （页面存档备份，存于）Volleybox.net

| 獎項                     | 獎項                                                   | 獎項                     |
| ------------------------ | ------------------------------------------------------ | ------------------------ |
| 前任： 斐迪南·蒂勒       | 世界男子排球錦標賽 最佳自由球員 2014                   | 繼任： 帕维乌·扎托尔斯基 |
| 前任： Aleksey Verbov    | 歐洲男子排球錦標賽 最佳自由球員 2015                   | 繼任： Lowie Stuer       |
| 前任： 特奧多爾·托多羅夫 | CEV冠軍聯賽 最佳自由球員 2015/2016 2016/2017 2017/2018 | 繼任： 未頒發            |
| 前任： 帕维乌·扎托尔斯基 | 世界排球聯賽 最佳自由球員 2016                         | 繼任： Blair Bann        |
| 前任： Sérgio Nogueira   | 世界男排俱樂部錦標賽 最佳自由球員 2017 2018            | 繼任： 法比奧·巴拉索     |
| 前任： Blair Bann        | 男子排球國家聯賽 最佳自由球員 2018                     | 繼任： 埃瑞克·庄司       |
| 前任： Sérgio Santos     | 奥林匹克运动会 最佳自由球員 東京 2020 巴黎 2024        | 繼任： 現任              |
| 前任： Thales Hoss       | 男子排球國家聯賽 最佳自由球員 2022                     | 繼任： 帕维烏·扎托爾斯基 |